# Laodice (filla de Seleuc)
Laodice (Laodike Λαοδίκη) fou la filla de Seleuc IV Filopàtor. Es va casar amb el rei Perseu de Macedònia. Polibi situa aquest matrimoni l'any 177 aC. La reina ja no torna a ser esmentada. Pel regnat del seu marit (179 aC a 168 aC) vegeu Perseu de Macedònia.